# Embaixada da Roménia em Lisboa
A Embaixada da Roménia em Lisboa é a principal missão diplomática da Roménia em Portugal, na capital Lisboa.
Atualmente, a embaixadora da Roménia em Lisboa é a Ioana Bivolaru.

## Consulados
Além da Embaixada em Lisboa, a Roménia tem dois consulados em Portugal:
- Estoril (Consulado honorário)
- Porto (Consulado honorário)